# 潭村站
潭村站是廣州地鐵5號線的車站，位於中國廣東省广州市天河區花城大道馬場路口和潭村路口之間的地底，於2009年12月28日随五号线通车而啟用。

## 車站結構

### 車站樓層
本站共兩層。地面為花城大道、马场路、潭村路及其它建築，地下一層為站廳层；地下二層為5號線月台。
| 地下一层 | 站廳     | 售票機、客服中心、商店、警务室、安检设施 |  |  |
| 地下二层 | 2 站台   | █5号线 滘口方向（下站：猎德）            |  |  |
|          | 岛式站台 |                                          |  |  |
|          | 1 站台   | █5号线 黄埔新港方向（下站：员村）        |  |  |

### 站厅

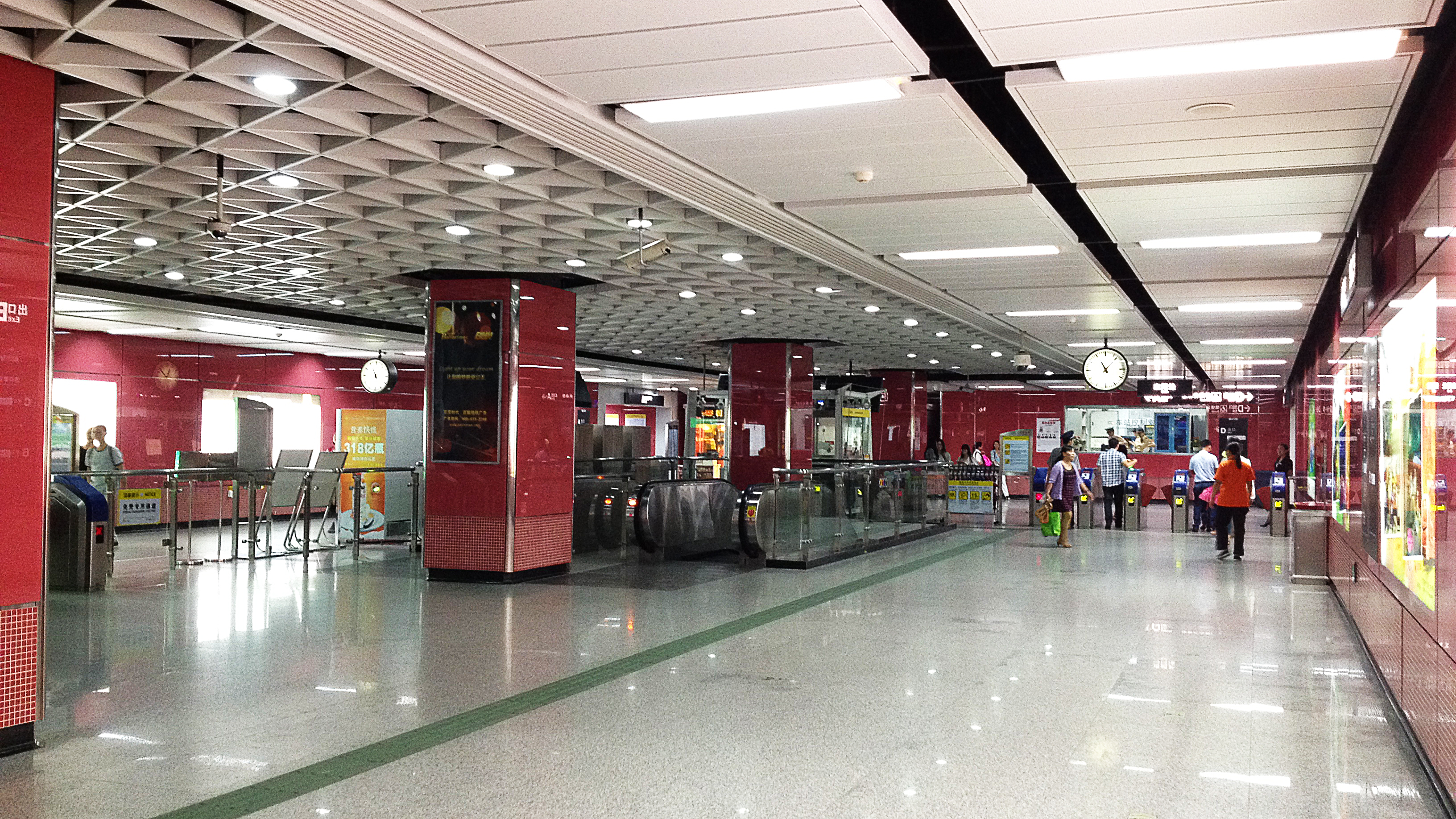
站厅

为方便行人进出，站厅中部北侧被划分为收费区。站厅收费区设有三台扶手电梯、一组楼梯和一台专用电梯供乘客来往于站厅及月台层。
另外，潭村站设有便利店以及面包糕饼店，亦设有“好易”自助服务机。

### 月台

月台全景图（往黃埔新港方向）

本站設有一個島式月台，位於花城大道中的地底。

### 出入口
潭村站共设有4个出入口。
|                                                     |                                                           |      |          |                                                                                            |
| 編號                                                | 设施                                                      | 照片 | 出口指示 | 建議前往的目的地                                                                           |
| A                                                   | 扶手电梯标志                                              |      | 花城大道 | 马场路、海风路、马场路南（南国花园）公交车站、珠江新城公交总站、花城大道东公交车站（东行） |
| B                                                   | 盲道标志 · 扶手电梯标志                                   |      | 花城大道 | 平江路、花城大道（潭村地铁）公交车站（东行）                                               |
| C                                                   | 扶手电梯标志                                              |      | 花城大道 | 潭村路、平江路、国家税务总局广东省税务局、花城大道（潭村地铁）公交车站（西行）             |
| D                                                   | 盲道标志 · 轮椅升降台标志 · 无障碍通道标志 · 扶手电梯标志 |      | 花城大道 | 马场路、广发证券大厦、马场路中公交车站、花城大道东公交车站（西行）                         |
| 註： 設有 \| 設有 \| 設有輪椅升降台 \| 設有扶手電梯 |                                                           |      |          |                                                                                            |

## 接驳交通
潭村站周围有多个公交车站，包括花城大道（地铁潭村）站、马场路中站、马场路南（南国花园）站、花城大道东站和珠江新城总站等。
| 普通巴士线路 \| 编号 \| 编号 \| 线路 \| 线路 \| 线路 \| 收费 \| 备注 \| \| ---- \| ------- \| ------------------------ \| ---------------------- \| ------------------------------ \| ---------------------- \| ---------------------- \| \| \| 40 \| 东山（署前路） \| ⇆ \| 广医附属中医院 \| 2元 \| \| \| \| 138 \| 华成路（高德置地广场） \| ⇆ \| 东莞庄 \| 2元 \| \| \| \| 407 \| 已于2024年11月30日停办 \| 已于2024年11月30日停办 \| 已于2024年11月30日停办 \| 已于2024年11月30日停办 \| 已于2024年11月30日停办 \| \| \| 499 \| 珠江新城 \| ↺ \| 广州大剧院西门 \| 2元 \| \| \| \| 545 \| 珠江新城 \| ⇆ \| 泽德花苑（市中医院同德围分院） \| 2元 \| \| \| \| 669 \| 金穗路（马场路口） \| ↻ \| 金穗路（马场路口） \| 2元 \| \| \| \| 777 \| 珠江新城 \| ↺ \| 天河城 \| 2元 \| \| \| \| 886 \| 南悦花苑 \| ⇆ \| 珠江新城 \| 2元 \| \| \| \| 901A \| 天河智慧城核心区（高唐） \| ⇆ \| 华成路（高德置地广场） \| 2元 \| \| \| \| 观光2路 \| 已于2024年8月11日停办 \| 已于2024年8月11日停办 \| 已于2024年8月11日停办 \| 已于2024年8月11日停办 \| 已于2024年8月11日停办 \| \| \| 夜109 \| 万博中心 \| ⇆ \| 五羊邨 \| 3元 \| 90路附属线路 \| |         |                          |                        |                                |                        |                        |
| 编号 | 编号    | 线路                     | 线路                   | 线路                           | 收费                   | 备注                   |
| | 40      | 东山（署前路）           | ⇆                      | 广医附属中医院                 | 2元                    |                        |
| | 138     | 华成路（高德置地广场）   | ⇆                      | 东莞庄                         | 2元                    |                        |
| | 407     | 已于2024年11月30日停办   | 已于2024年11月30日停办 | 已于2024年11月30日停办         | 已于2024年11月30日停办 | 已于2024年11月30日停办 |
| | 499     | 珠江新城                 | ↺                      | 广州大剧院西门                 | 2元                    |                        |
| | 545     | 珠江新城                 | ⇆                      | 泽德花苑（市中医院同德围分院） | 2元                    |                        |
| | 669     | 金穗路（马场路口）       | ↻                      | 金穗路（马场路口）             | 2元                    |                        |
| | 777     | 珠江新城                 | ↺                      | 天河城                         | 2元                    |                        |
| | 886     | 南悦花苑                 | ⇆                      | 珠江新城                       | 2元                    |                        |
| | 901A    | 天河智慧城核心区（高唐） | ⇆                      | 华成路（高德置地广场）         | 2元                    |                        |
| | 观光2路 | 已于2024年8月11日停办    | 已于2024年8月11日停办  | 已于2024年8月11日停办          | 已于2024年8月11日停办  | 已于2024年8月11日停办  |
| | 夜109   | 万博中心                 | ⇆                      | 五羊邨                         | 3元                    | 90路附属线路           |

## 历史
在5号线最初的规划中（1997年的《廣州市城市快速軌道交通線網規劃研究（最終報告）》），當時的3號綫通過西村後繼續沿環市西路到达珠江新城一带，中途设賽馬場站。後來於2003年方案中，3号线易名为5号线，同样设有本站，并最终以潭村站的名称落实兴建。
2006年6月26日，本站随5號線全線正式動工。2009年12月28日，本站随5号线开通而启用。

## 未來發展
規劃中的19號線將經過潭村站，與5號線交匯。惟5號線建設時未作出任何預留，換乘方式和19號線車站結構仍然不明。